# Kevin Mirallas
Kevin Antonio Joel Gislain Mirallas y Castillo, noto semplicemente come Kevin Mirallas (Liegi, 5 ottobre 1987), è un ex calciatore belga di origini spagnole, di ruolo attaccante o ala.

## Biografia
Ha origini spagnole.

## Caratteristiche tecniche
Gioca prevalentemente come esterno d'attacco. Destro naturale, è un giocatore molto rapido ed abile nel saltare l'avversario. All'occorrenza può giocare anche come attaccante centrale.

## Carriera

### Club

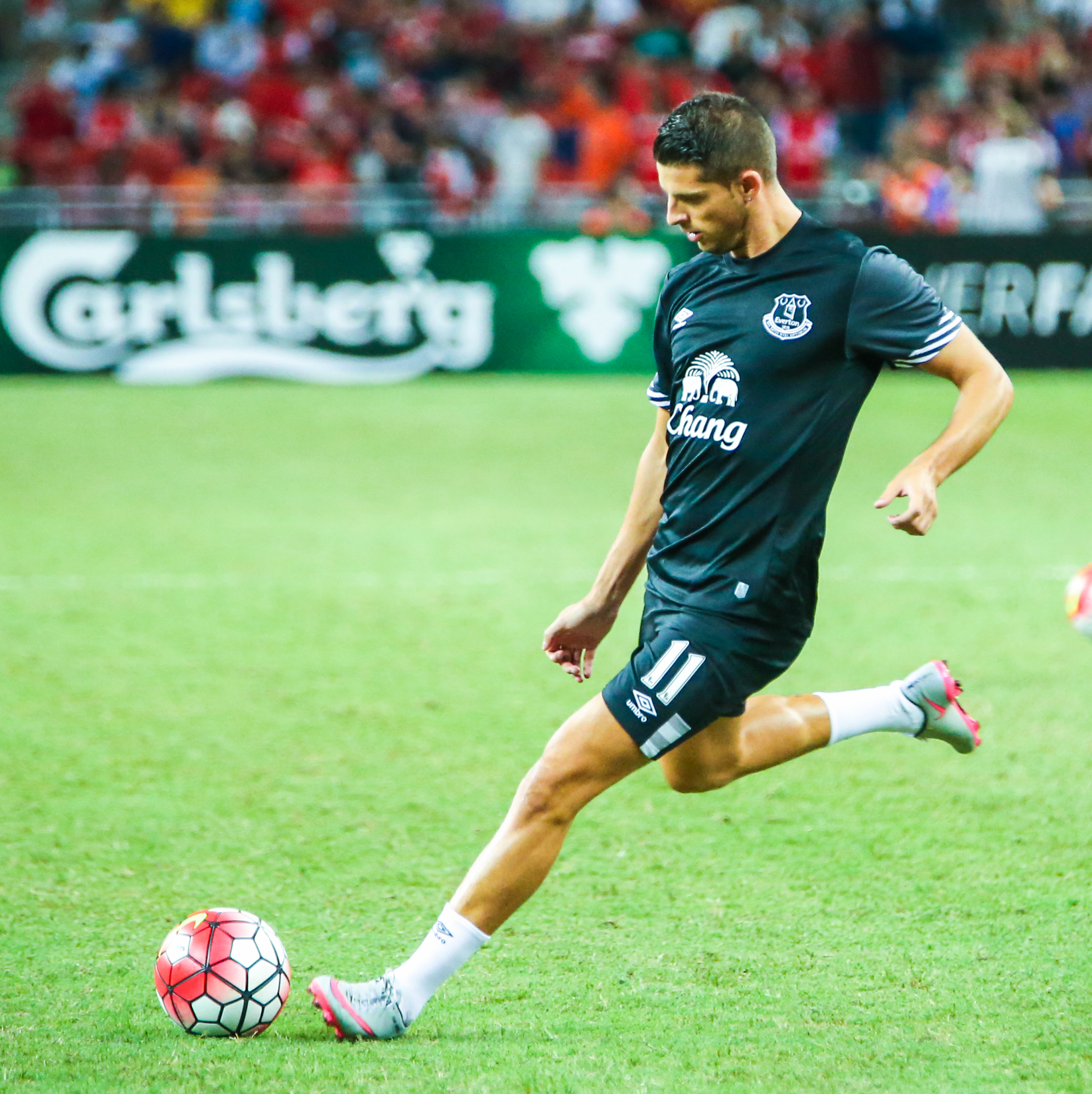
Mirallas in azione con la maglia dell'Everton nel 2015.

#### Giovanili e Lilla
Dopo aver iniziato con le giovanili dello Standard Liegi, nel 2004 abbandona il Belgio per giocare con i francesi del Lilla. Fa il suo debutto il Ligue 1 il 7 maggio 2005 contro il PSG e dopo tre minuti dall'entrata in campo segna il gol vittoria. Il 20 aprile 2008 marca la sua prima doppietta contro l'Olympique Marsiglia nella vittoria per 3-1 allo stadio Vélodrome.

#### Saint-Étienne
Nell'estate del 2008 si trasferì al Saint-Étienne firmando un contratto quadriennale. Il 1º febbraio 2009, in trasferta contro l'Olympique Lione, segnò il gol dell'1 a 0; partita poi terminata 1 a 1.

#### Olympiakos e Everton
In seguito ad una parentesi prolifica in Grecia, tra le file dell'Olympiacos, il 19 agosto 2012 viene ufficializzato il suo trasferimento all'Everton, con cui firma un contratto di 4 anni.

#### Fiorentina
Il 4 agosto 2018 passa in prestito alla Fiorentina. con diritto di riscatto fissato a 7,5 milioni di euro. Debutta in Serie A il 19 settembre, nella partita contro la Sampdoria a Marassi, finita 1-1. Il 9 dicembre segna il suo primo gol in Serie A in casa del Sassuolo, realizzando al 97' il gol del definitivo 3-3.

#### Anversa
Conclusosi il prestito, Mirallas è prelevato dall'Anversa a titolo definitivo.

#### Gaziantep
Il 5 ottobre 2020 firma per il Gaziantep.

#### Moreirense
Il 24 gennaio 2022, dopo alcuni mesi da svincolato, firma per la Moreirense.

### Nazionale
Con il Belgio under 21 si fa notare al campionato europeo di calcio Under-21 2007 con due reti decisive contro Israele under 21 e Paesi Bassi under 21 che permettono alla sua selezione di avanzare in semifinale e di qualificarsi alle Olimpiadi di Pechino 2008.
Il 22 agosto 2007 debutta con la nazionale maggiore, in una partita contro la Serbia valida per le qualificazioni al campionato d'Europa 2008 dove realizza anche una rete nella vittoria belga per 3-2.

## Statistiche

### Presenze e reti nei club
Statistiche aggiornate al 30 giugno 2021.
| Stagione             | Squadra              | Campionato           | Campionato | Campionato | Coppe nazionali | Coppe nazionali | Coppe nazionali | Coppe continentali | Coppe continentali | Coppe continentali | Altre coppe | Altre coppe | Altre coppe | Totale | Totale |
| Stagione             | Squadra              | Comp                 | Pres       | Reti       | Comp            | Pres            | Reti            | Comp               | Pres               | Reti               | Comp        | Pres        | Reti        | Pres   | Reti   |
| -------------------- | -------------------- | -------------------- | ---------- | ---------- | --------------- | --------------- | --------------- | ------------------ | ------------------ | ------------------ | ----------- | ----------- | ----------- | ------ | ------ |
| 2004-2005            | Lilla                | L1                   | 3          | 1          | CF+CdL          | 0+0             | 0               | CU                 | 1                  | 0                  | -           | -           | -           | 4      | 1      |
| 2005-2006            | Lilla                | L1                   | 15         | 1          | CF+CdL          | 2+2             | 0               | CU+UCL             | 1+2                | 0                  | -           | -           | -           | 22     | 1      |
| 2006-2007            | Lilla                | L1                   | 23         | 2          | CF+CdL          | 2+2             | 1+0             | UCL                | 3+2                | 0                  | -           | -           | -           | 32     | 3      |
| 2007-2008            | Lilla                | L1                   | 35         | 6          | CF+CdL          | 2+0             | 1+0             | -                  | -                  | -                  | -           | -           | -           | 37     | 7      |
| Totale Lilla         | Totale Lilla         | Totale Lilla         | 76         | 10         |                 | 10              | 2               |                    | 9                  | 0                  |             | -           | -           | 95     | 12     |
| 2008-2009            | Saint-Étienne        | L1                   | 30         | 3          | CF+CdL          | 2+2             | 0               | CU                 | 8                  | 1                  | -           | -           | -           | 42     | 4      |
| 2009-2010            | Saint-Étienne        | L1                   | 23         | 0          | CF+CdL          | 4+0             | 1+0             | -                  | -                  | -                  | -           | -           | -           | 27     | 1      |
| Totale Saint-Étienne | Totale Saint-Étienne | Totale Saint-Étienne | 53         | 3          |                 | 8               | 1               |                    | 8                  | 1                  |             | -           | -           | 69     | 5      |
| 2010-2011            | Olympiacos           | SL                   | 27         | 14         | CG              | 3               | 0               | UEL                | 3                  | 0                  | -           | -           | -           | 33     | 14     |
| 2011-2012            | Olympiacos           | SL                   | 25         | 20         | CG              | 3               | 0               | UCL+UEL            | 6+4                | 0                  | -           | -           | -           | 38     | 20     |
| 2012-2013            | Everton              | PL                   | 27         | 6          | FACup+CdL       | 4+2             | 1+2             | -                  | -                  | -                  | -           | -           | -           | 33     | 9      |
| 2013-2014            | Everton              | PL                   | 32         | 8          | FACup+CdL       | 4+1             | 0               | -                  | -                  | -                  | -           | -           | -           | 37     | 8      |
| 2014-2015            | Everton              | PL                   | 29         | 7          | FACup+CdL       | 2+0             | 1+0             | UEL                | 5                  | 3                  | -           | -           | -           | 36     | 11     |
| 2015-2016            | Everton              | PL                   | 23         | 4          | FACup+CdL       | 3+4             | 1+1             | -                  | -                  | -                  | -           | -           | -           | 30     | 6      |
| 2016-2017            | Everton              | PL                   | 35         | 4          | FACup+CdL       | 1+1             | 0               | -                  | -                  | -                  | -           | -           | -           | 37     | 4      |
| 2017-gen. 2018       | Everton              | PL                   | 5          | 0          | FACup+CdL       | 0+1             | 0               | UEL                | 7                  | 0                  | -           | -           | -           | 13     | 0      |
| Totale Everton       | Totale Everton       | Totale Everton       | 151        | 29         |                 | 23              | 6               |                    | 12                 | 3                  |             | -           | -           | 186    | 38     |
| gen.-giu. 2018       | Olympiacos           | SL                   | 13         | 2          | CG              | 3               | 0               | -                  | -                  | -                  | -           | -           | -           | 16     | 2      |
| Totale Olympiakos    | Totale Olympiakos    | Totale Olympiakos    | 65         | 36         |                 | 9               | 0               |                    | 13                 | 0                  |             | -           | -           | 87     | 36     |
| 2018-2019            | Fiorentina           | A                    | 27         | 2          | CI              | 3               | 0               | -                  | -                  | -                  | -           | -           | -           | 30     | 2      |
| 2019-2020            | Anversa              | D1                   | 18         | 2          | CB              | 3               | 0               | -                  | -                  | -                  | -           | -           | -           | 21     | 2      |
| 2020-2021            | Gaziantep            | SL                   | 28         | 5          | CT              | 3               | 2               | -                  | -                  | -                  | -           | -           | -           | 31     | 7      |
| Totale carriera      | Totale carriera      | Totale carriera      | 416        | 87         |                 | 59              | 11              |                    | 42                 | 4                  |             | -           | -           | 517    | 102    |

### Cronologia presenze e reti in nazionale
| Cronologia completa delle presenze e delle reti in nazionale ― Belgio | Cronologia completa delle presenze e delle reti in nazionale ― Belgio | Cronologia completa delle presenze e delle reti in nazionale ― Belgio | Cronologia completa delle presenze e delle reti in nazionale ― Belgio | Cronologia completa delle presenze e delle reti in nazionale ― Belgio | Cronologia completa delle presenze e delle reti in nazionale ― Belgio | Cronologia completa delle presenze e delle reti in nazionale ― Belgio | Cronologia completa delle presenze e delle reti in nazionale ― Belgio |
| Data                                                                  | Città                                                                 | In casa                                                               | Risultato                                                             | Ospiti                                                                | Competizione                                                          | Reti                                                                  | Note                                                                  |
| --------------------------------------------------------------------- | --------------------------------------------------------------------- | --------------------------------------------------------------------- | --------------------------------------------------------------------- | --------------------------------------------------------------------- | --------------------------------------------------------------------- | --------------------------------------------------------------------- | --------------------------------------------------------------------- |
| 22-8-2007                                                             | Bruxelles                                                             | Belgio                                                                | 3 – 2                                                                 | Serbia                                                                | Qual. Euro 2008                                                       | 1                                                                     | 67’                                                                   |
| 12-9-2007                                                             | Almaty                                                                | Kazakistan                                                            | 2 – 2                                                                 | Belgio                                                                | Qual. Euro 2008                                                       | 1                                                                     | 63’                                                                   |
| 13-10-2007                                                            | Bruxelles                                                             | Belgio                                                                | 0 – 0                                                                 | Finlandia                                                             | Qual. Euro 2008                                                       | -                                                                     | 73’ - 84’                                                             |
| 17-10-2007                                                            | Bruxelles                                                             | Belgio                                                                | 3 – 0                                                                 | Armenia                                                               | Qual. Euro 2008                                                       | -                                                                     | 46’                                                                   |
| 17-11-2007                                                            | Chorzów                                                               | Polonia                                                               | 2 – 0                                                                 | Belgio                                                                | Qual. Euro 2008                                                       | -                                                                     | 76’                                                                   |
| 21-11-2007                                                            | Baku                                                                  | Azerbaigian                                                           | 0 – 1                                                                 | Belgio                                                                | Qual. Euro 2008                                                       | -                                                                     | 82’                                                                   |
| 26-3-2008                                                             | Bruxelles                                                             | Belgio                                                                | 1 – 4                                                                 | Marocco                                                               | Amichevole                                                            | -                                                                     | 63’                                                                   |
| 30-5-2008                                                             | Firenze                                                               | Italia                                                                | 3 – 1                                                                 | Belgio                                                                | Amichevole                                                            | -                                                                     | 58’                                                                   |
| 6-9-2008                                                              | Liegi                                                                 | Belgio                                                                | 3 – 2                                                                 | Estonia                                                               | Qual. Mondiali 2010                                                   | -                                                                     | 76’                                                                   |
| 19-11-2008                                                            | Lussemburgo                                                           | Lussemburgo                                                           | 1 – 1                                                                 | Belgio                                                                | Amichevole                                                            | 1                                                                     | 74’                                                                   |
| 11-2-2009                                                             | Genk                                                                  | Belgio                                                                | 2 – 0                                                                 | Slovenia                                                              | Amichevole                                                            | -                                                                     | 46’                                                                   |
| 1-4-2009                                                              | Zenica                                                                | Bosnia ed Erzegovina                                                  | 2 – 1                                                                 | Belgio                                                                | Qual. Mondiali 2010                                                   | -                                                                     | 73’                                                                   |
| 12-8-2009                                                             | Teplice                                                               | Rep. Ceca                                                             | 3 – 1                                                                 | Belgio                                                                | Amichevole                                                            | -                                                                     | 68’                                                                   |
| 5-9-2009                                                              | La Coruña                                                             | Spagna                                                                | 5 – 0                                                                 | Belgio                                                                | Qual. Mondiali 2010                                                   | -                                                                     | 58’                                                                   |
| 9-9-2009                                                              | Erevan                                                                | Armenia                                                               | 2 – 1                                                                 | Belgio                                                                | Qual. Mondiali 2010                                                   | -                                                                     | 71’                                                                   |
| 10-10-2009                                                            | Bruxelles                                                             | Belgio                                                                | 2 – 0                                                                 | Turchia                                                               | Qual. Mondiali 2010                                                   | -                                                                     | 74’                                                                   |
| 14-10-2009                                                            | Tallinn                                                               | Estonia                                                               | 2 – 0                                                                 | Belgio                                                                | Qual. Mondiali 2010                                                   | -                                                                     |                                                                       |
| 14-11-2009                                                            | Gand                                                                  | Belgio                                                                | 3 – 0                                                                 | Ungheria                                                              | Amichevole                                                            | 1                                                                     | 75’                                                                   |
| 17-11-2009                                                            | Sedan                                                                 | Qatar                                                                 | 0 – 2                                                                 | Belgio                                                                | Amichevole                                                            | -                                                                     | 78’                                                                   |
| 19-5-2010                                                             | Bruxelles                                                             | Belgio                                                                | 2 – 1                                                                 | Bulgaria                                                              | Amichevole                                                            | -                                                                     | 83’                                                                   |
| 7-9-2010                                                              | Istanbul                                                              | Turchia                                                               | 3 – 2                                                                 | Belgio                                                                | Qual. Euro 2012                                                       | -                                                                     | 64’                                                                   |
| 25-3-2011                                                             | Vienna                                                                | Austria                                                               | 0 – 2                                                                 | Belgio                                                                | Qual. Euro 2012                                                       | -                                                                     | 80’                                                                   |
| 11-11-2011                                                            | Liegi                                                                 | Belgio                                                                | 2 – 1                                                                 | Romania                                                               | Amichevole                                                            | -                                                                     | 66’                                                                   |
| 15-11-2011                                                            | Saint-Denis                                                           | Francia                                                               | 0 – 0                                                                 | Belgio                                                                | Amichevole                                                            | -                                                                     | 70’                                                                   |
| 29-2-2012                                                             | Candia                                                                | Grecia                                                                | 1 – 1                                                                 | Belgio                                                                | Amichevole                                                            | -                                                                     | 64’                                                                   |
| 25-5-2012                                                             | Bruxelles                                                             | Belgio                                                                | 2 – 2                                                                 | Montenegro                                                            | Amichevole                                                            | 1                                                                     | 87’                                                                   |
| 2-6-2012                                                              | Londra                                                                | Inghilterra                                                           | 1 – 0                                                                 | Belgio                                                                | Amichevole                                                            | -                                                                     | 59’                                                                   |
| 15-8-2012                                                             | Bruxelles                                                             | Belgio                                                                | 4 – 2                                                                 | Paesi Bassi                                                           | Amichevole                                                            | -                                                                     | 56’                                                                   |
| 7-9-2012                                                              | Cardiff                                                               | Galles                                                                | 0 – 2                                                                 | Belgio                                                                | Qual. Mondiali 2014                                                   | -                                                                     | 46’                                                                   |
| 11-9-2012                                                             | Bruxelles                                                             | Belgio                                                                | 1 – 1                                                                 | Croazia                                                               | Qual. Mondiali 2014                                                   | -                                                                     | 81’                                                                   |
| 12-10-2012                                                            | Belgrado                                                              | Serbia                                                                | 0 – 3                                                                 | Belgio                                                                | Qual. Mondiali 2014                                                   | 1                                                                     | 87’                                                                   |
| 16-10-2012                                                            | Bruxelles                                                             | Belgio                                                                | 2 – 0                                                                 | Scozia                                                                | Qual. Mondiali 2014                                                   | -                                                                     | 56’                                                                   |
| 6-2-2013                                                              | Bruges                                                                | Belgio                                                                | 2 – 1                                                                 | Slovacchia                                                            | Amichevole                                                            | -                                                                     | 46’                                                                   |
| 26-3-2013                                                             | Bruxelles                                                             | Belgio                                                                | 1 – 0                                                                 | Macedonia                                                             | Qual. Mondiali 2014                                                   | -                                                                     | 46’ - 50’                                                             |
| 29-5-2013                                                             | Cleveland                                                             | Stati Uniti                                                           | 2 – 4                                                                 | Belgio                                                                | Amichevole                                                            | 1                                                                     |                                                                       |
| 7-6-2013                                                              | Bruxelles                                                             | Belgio                                                                | 2 – 1                                                                 | Serbia                                                                | Qual. Mondiali 2014                                                   | -                                                                     | 64’                                                                   |
| 14-8-2013                                                             | Bruxelles                                                             | Belgio                                                                | 0 – 0                                                                 | Francia                                                               | Amichevole                                                            | -                                                                     | 72’                                                                   |
| 6-9-2013                                                              | Glasgow                                                               | Scozia                                                                | 0 – 2                                                                 | Belgio                                                                | Qual. Mondiali 2014                                                   | 1                                                                     | 68’                                                                   |
| 11-10-2013                                                            | Zagabria                                                              | Croazia                                                               | 1 – 2                                                                 | Belgio                                                                | Qual. Mondiali 2014                                                   | -                                                                     | 65’                                                                   |
| 15-10-2013                                                            | Bruxelles                                                             | Belgio                                                                | 1 – 1                                                                 | Galles                                                                | Qual. Mondiali 2014                                                   | -                                                                     | 78’                                                                   |
| 14-11-2013                                                            | Bruxelles                                                             | Belgio                                                                | 0 – 2                                                                 | Colombia                                                              | Amichevole                                                            | -                                                                     | 58’                                                                   |
| 19-11-2013                                                            | Bruxelles                                                             | Belgio                                                                | 2 – 3                                                                 | Giappone                                                              | Amichevole                                                            | 1                                                                     |                                                                       |
| 5-3-2014                                                              | Bruxelles                                                             | Belgio                                                                | 2 – 2                                                                 | Costa d'Avorio                                                        | Amichevole                                                            | -                                                                     | 62’                                                                   |
| 26-5-2014                                                             | Genk                                                                  | Belgio                                                                | 5 – 1                                                                 | Lussemburgo                                                           | Amichevole                                                            | -                                                                     | 46’                                                                   |
| 7-6-2014                                                              | Bruxelles                                                             | Belgio                                                                | 1 – 0                                                                 | Tunisia                                                               | Amichevole                                                            | -                                                                     | 62’                                                                   |
| 22-6-2014                                                             | Rio de Janeiro                                                        | Belgio                                                                | 1 – 0                                                                 | Russia                                                                | Mondiali 2014 - 1º turno                                              | -                                                                     | 75’                                                                   |
| 26-6-2014                                                             | San Paolo                                                             | Corea del Sud                                                         | 0 – 1                                                                 | Belgio                                                                | Mondiali 2014 - 1º turno                                              | -                                                                     | 88’                                                                   |
| 1-7-2014                                                              | Salvador                                                              | Stati Uniti                                                           | 1 – 2 dts                                                             | Belgio                                                                | Mondiali 2014 - Ottavi di finale                                      | -                                                                     | 60’                                                                   |
| 5-7-2014                                                              | Brasilia                                                              | Argentina                                                             | 1 – 0                                                                 | Belgio                                                                | Mondiali 2014 - Quarti di finale                                      | -                                                                     | 60’                                                                   |
| 4-9-2014                                                              | Liegi                                                                 | Belgio                                                                | 2 – 0                                                                 | Australia                                                             | Amichevole                                                            | -                                                                     | 62’                                                                   |
| 13-11-2015                                                            | Bruxelles                                                             | Belgio                                                                | 3 – 1                                                                 | Italia                                                                | Amichevole                                                            | -                                                                     | 87’                                                                   |
| 1-9-2016                                                              | Bruxelles                                                             | Belgio                                                                | 0 – 2                                                                 | Spagna                                                                | Amichevole                                                            | -                                                                     | 87’                                                                   |
| 7-10-2016                                                             | Bruxelles                                                             | Belgio                                                                | 4 – 0                                                                 | Bosnia ed Erzegovina                                                  | Qual. Mondiali 2018                                                   | -                                                                     | 87’                                                                   |
| 10-10-2016                                                            | Faro                                                                  | Gibilterra                                                            | 0 – 6                                                                 | Belgio                                                                | Qual. Mondiali 2018                                                   | -                                                                     | 64’                                                                   |
| 13-11-2016                                                            | Bruxelles                                                             | Belgio                                                                | 8 – 1                                                                 | Estonia                                                               | Qual. Mondiali 2018                                                   | -                                                                     | 73’                                                                   |
| 25-3-2017                                                             | Bruxelles                                                             | Belgio                                                                | 1 – 1                                                                 | Grecia                                                                | Qual. Mondiali 2018                                                   | -                                                                     | 84’                                                                   |
| 28-3-2017                                                             | Soči                                                                  | Russia                                                                | 3 – 3                                                                 | Belgio                                                                | Amichevole                                                            | 1                                                                     | 66’                                                                   |
| 5-6-2017                                                              | Bruxelles                                                             | Belgio                                                                | 2 – 1                                                                 | Rep. Ceca                                                             | Amichevole                                                            | -                                                                     | 46’                                                                   |
| 14-11-2017                                                            | Bruges                                                                | Belgio                                                                | 1 – 0                                                                 | Giappone                                                              | Amichevole                                                            | -                                                                     | 60’                                                                   |
| 27-3-2018                                                             | Bruxelles                                                             | Belgio                                                                | 4 – 0                                                                 | Arabia Saudita                                                        | Amichevole                                                            | -                                                                     | 79’                                                                   |
| Totale                                                                |                                                                       | Presenze                                                              | 60                                                                    |                                                                       | Reti                                                                  | 10                                                                    |                                                                       |

| Cronologia completa delle presenze e delle reti in nazionale ― Belgio olimpica | Cronologia completa delle presenze e delle reti in nazionale ― Belgio olimpica | Cronologia completa delle presenze e delle reti in nazionale ― Belgio olimpica | Cronologia completa delle presenze e delle reti in nazionale ― Belgio olimpica | Cronologia completa delle presenze e delle reti in nazionale ― Belgio olimpica | Cronologia completa delle presenze e delle reti in nazionale ― Belgio olimpica | Cronologia completa delle presenze e delle reti in nazionale ― Belgio olimpica | Cronologia completa delle presenze e delle reti in nazionale ― Belgio olimpica |
| Data                                                                           | Città                                                                          | In casa                                                                        | Risultato                                                                      | Ospiti                                                                         | Competizione                                                                   | Reti                                                                           | Note                                                                           |
| ------------------------------------------------------------------------------ | ------------------------------------------------------------------------------ | ------------------------------------------------------------------------------ | ------------------------------------------------------------------------------ | ------------------------------------------------------------------------------ | ------------------------------------------------------------------------------ | ------------------------------------------------------------------------------ | ------------------------------------------------------------------------------ |
| 7-8-2008                                                                       | Shenyang                                                                       | Brasile olimpica                                                               | 1 – 0                                                                          | Belgio olimpica                                                                | Olimpiadi 2008 - 1º turno                                                      | -                                                                              | 2’ 75’                                                                         |
| 10-8-2008                                                                      | Shenyang                                                                       | Cina olimpica                                                                  | 0 – 2                                                                          | Belgio olimpica                                                                | Olimpiadi 2008 - 1º turno                                                      | 1                                                                              | 85’                                                                            |
| 13-8-2008                                                                      | Shanghai                                                                       | Nuova Zelanda olimpica                                                         | 0 – 1                                                                          | Belgio olimpica                                                                | Olimpiadi 2008 - 1º turno                                                      | -                                                                              |                                                                                |
| 16-8-2008                                                                      | Pechino                                                                        | Italia olimpica                                                                | 2 – 3                                                                          | Belgio olimpica                                                                | Olimpiadi 2008 - Quarti di finale                                              | 1                                                                              |                                                                                |
| 19-8-2008                                                                      | Shanghai                                                                       | Nigeria olimpica                                                               | 4 – 1                                                                          | Belgio olimpica                                                                | Olimpiadi 2008 - Semifinale                                                    | -                                                                              | 75’                                                                            |
| 22-8-2008                                                                      | Shanghai                                                                       | Belgio olimpica                                                                | 0 – 3                                                                          | Brasile olimpica                                                               | Olimpiadi 2008 - Finale 3º-4º posto                                            | -                                                                              | 59’                                                                            |
| Totale                                                                         |                                                                                | Presenze                                                                       | 6                                                                              |                                                                                | Reti                                                                           | 2                                                                              |                                                                                |

## Palmarès

### Club
- Campionato greco: 2

Olympiakos: 2010-2011, 2011-2012
- Coppa di Grecia: 1

Olympiakos: 2011-2012

### Individuale
- Capocannoniere della Souper Ligka Ellada: 1

2011-12 (20 gol)